# Жатець

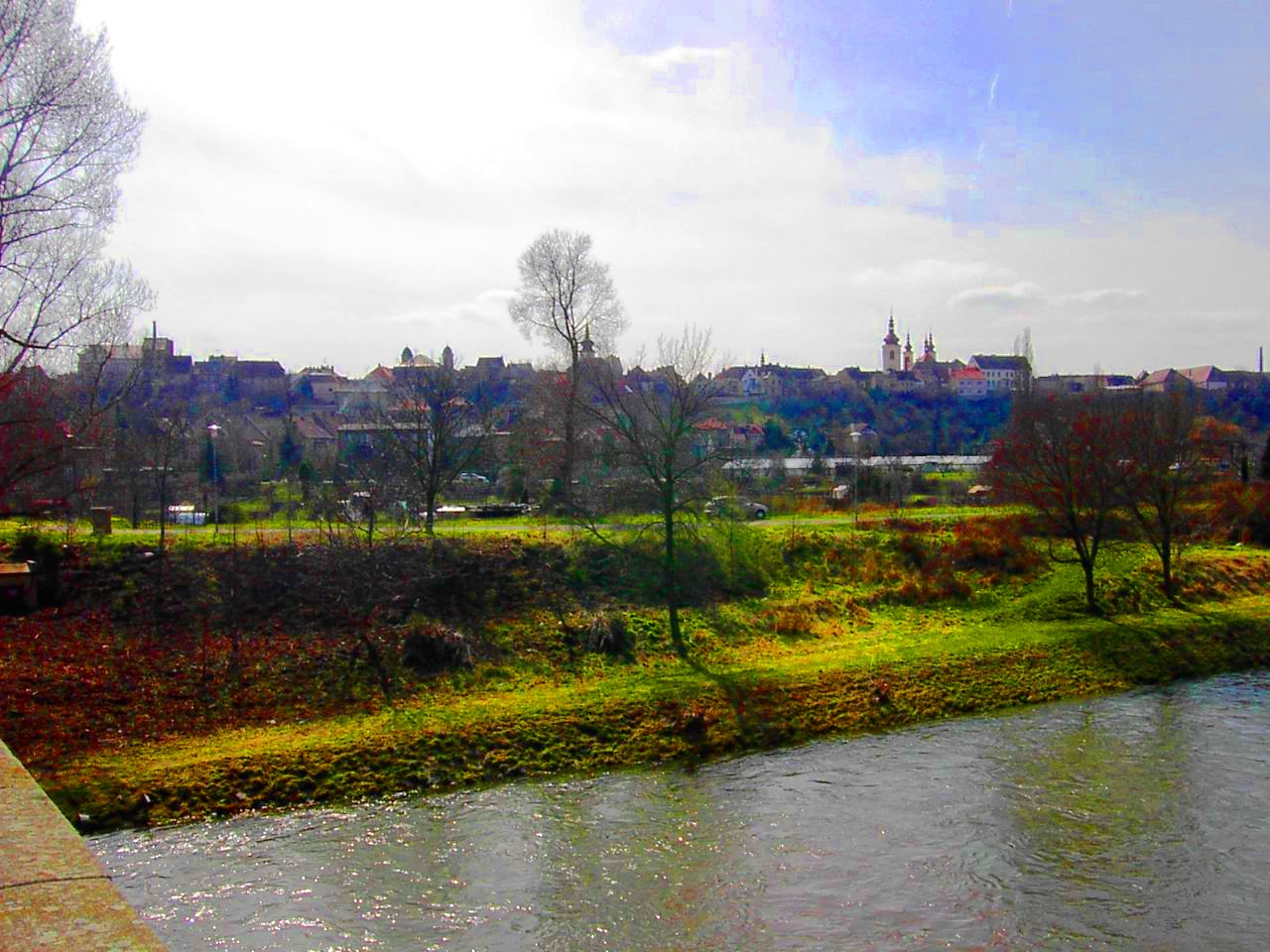
Панорамний вид на Жатець із р. Огрже

Жатець (чеськ. Žatec [ˈʒatɛts], нім. Saaz) — найстаріше місто на півночі Чехії, на річці Огрже.
Місто знаходиться на північному заході Чехії приблизно за 75 кілометрів від Праги, столиці Чехії. Чисельність населення - 19,8 тис. жителів (2011 р). Площа міста - 42,7 км.
Центр району хмелярства та пивоваріння, іноді його називають «столицею хмелю». Жатецький хміль є невід'ємним інгредієнтом класичного пільзнера.

## Історія

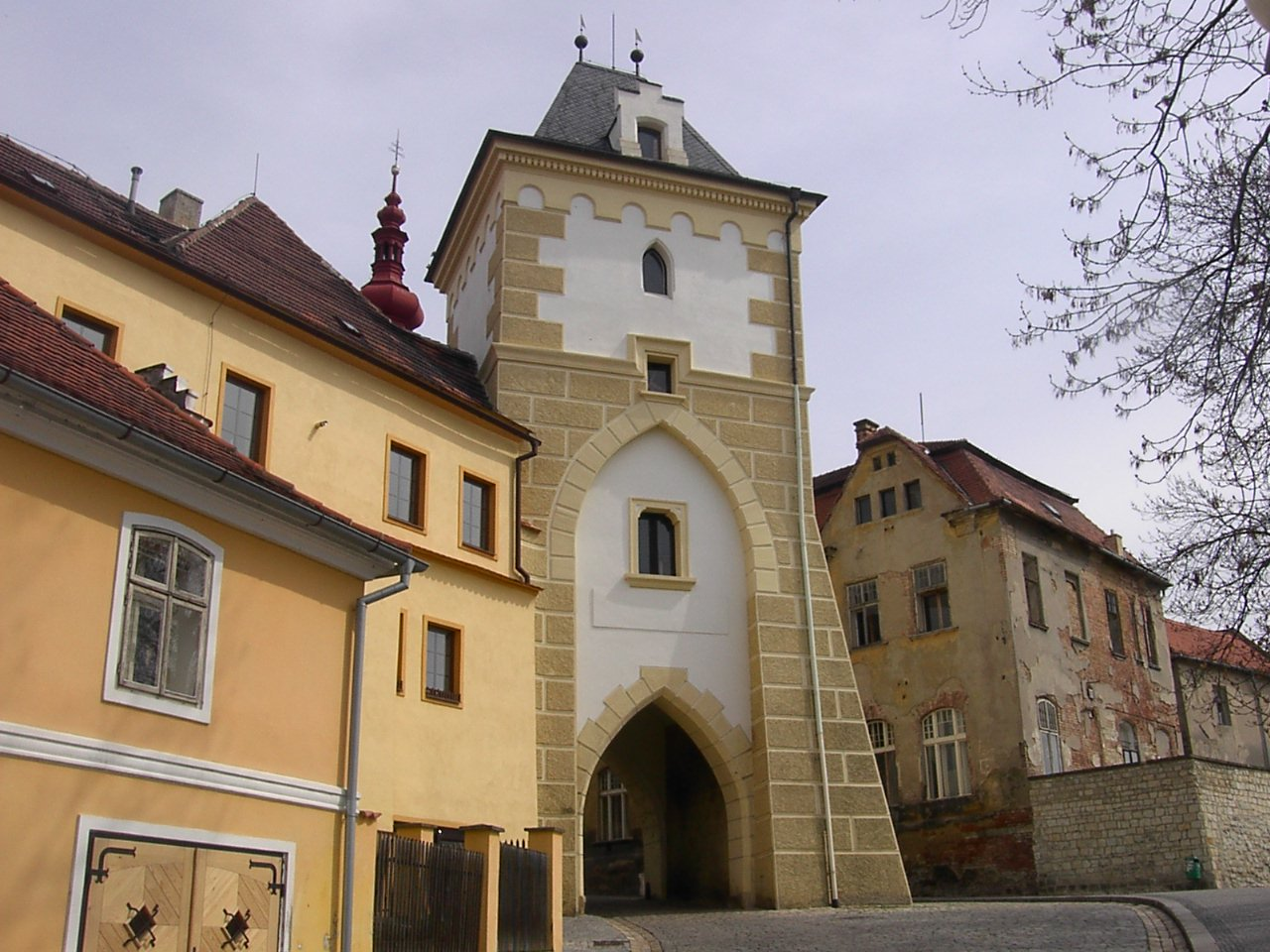
Пам'ятки Жатця

На території Жатця ще в першому тисячолітті жило плем'я лучан, котрі називалися так за іменем місцевості Лука, де згодом було побудоване місто. Місцевість була багата на луки і тому отримала таку назву («luca» латиною означає «луг»).
Жатець вперше згадується у хроніці німецького єпископа Тітмара Мерзебурзького в 1004. Письмові джерела XI-XIII ст. описують місто як значущий релігійний і адміністративний центр. З 1083 по 1108 ним володіли Вршовці - знатний чеський рід; правителем міста в цей період був Божей із роду Вршовців.
Жатець перетворився на феодальне місто завдяки королівської хартії 1256, коли чеський король Пржемисл II Отакар дарував йому особливі права і привілеї. Джерелом процвітання міста в ті часи були ремесла, сільське господарство і торгівля. Згодом Жатець став відомим пивоварним і хмелеторговим центром.
У Жатці також знаходилась Латинська школа. Близько 1400 р. її ректором був Ян із Жатця, автор «Богемського орача». Під його керівництвом школа стала однією з найвідоміших і шанованих освітніх установ у Богемії.
У XV столітті Жатець виявив співчуття до гуситського руху, через що був підданий анафемі. У 1421 армія хрестоносців (2-й хрестовий похід ) зазнала поразки у стін міста.
У XVI ст. Жатець був одним із найгустозаселеніших міст Богемії. Старовинний вигляд міста зображений на картині Яна Вілленберга (1602). Але через Тридцятилітню війну багато жителів емігрували з міста, і його економічне становище стало погіршуватися. Змінився навіть релігійний і національний склад міста. Незважаючи на це, Жатець залишався центром Богемії аж до 1850.
У 17 столітті місто стало відоме як осередок пивоваріння. За історичними даними, у 1767 році в місті було 4 пивоварних заводи і 20 солодовень. У 1833 році було засновано товариство хмелярів для захисту якості хмелю. Через кілька років виникли також хмелевий ринок і цех маркування хмелю. У 1934 році на території міста було зареєстровано 161 фірму з вирощування хмелю і 53 пакувальних підприємства.
Місто часто використовувалося як місце зйомок різних чеських та іноземних кінофільмів, зокрема «Старі на збиранні хмелю» і «Кролик Джоджо».

## Хронологія
- 9 ст. - перші укріплені поселення на території майбутнього міста
- 1004 - перша письмова згадка про Жатце в хроніці Титмара Мерзебурзького
- 1083 - Вршовці отримують у володіння Жатець (а також Літомержице)
- 1099 - Бржетіслав II і юний Болеслав III (майбутній правитель Польщі) провели Різдво в жатецькому замку. Під час свята 14-річний Болеслав, за згодою всіх комитів (вельмож) був посвячений у мечоносці свого дядька, з почесним платнею в 100 гривень срібла і 10 гривень золота
- 1101 - Божею Вршовцю повертається Жатець, відібраний на час вигнання з країни
- 1111 - містом володів Собеслав (брат князя Владислава I)
- 1248 - перша згадка про Жатець як про середньовічному місті
- 1261 - пивоварам Жатця даровано право варити пиво
- 1265 - Пржемисл II Отакар дарував місту значущі привілеї
- 1 335 - Іоанн Люксембурзький дарував Жатцю право вибирати ректора та викладачів до Латинської школи
- 1348 - Перша згадка про хмільник у Жатці
- 1 405 - Ремісники виключили патриціїв з міської ради
- 1415 - Папа піддав місто анафемі
- 1421 - Жатець успішно відбиває напад другий армії хрестоносців
- 1539 - Спеціальний знак починає використовуватися для підтвердження автентичності хмелю
- 1567 - Населення міста досягає чисельності в 5 тис. чол. (700 будинків)
- 1582 - Сильна повінь забрала 150 життів
- 1602 - Найстаріше зображення Жатця і його хмільників - Ян Вілленбер
- 1619 - «Зимовий Король» Фрідріх Фальцкій відвідує місто
- 1621 - Мер міста Максиміліан Хошталек страчений у Празі
- 1640 - Чума, 1000 жертв
- 1767 - У місті є 4 пивоварні та 20 солодовень
- 1788 - Жатець стає резиденцією обласного консула; пожежа знищила 284 будинки
- 1801 - Відкрито міську пивоварню на Жижковій площі
- 1827 - Новий міст на ланцюгах через Огржу
- 1833 - Асоціація пивоварів вживає заходів для захисту якості хмелю
- 1860 - В Жатці відкривається хмелеторговий ринок
- 1884 - Відкривається Хмелеторгова Біржа
- 1929 - Концерт відомої французької танцівниці Жозефіни Бейкер
- 1930 - Чисельність населення досягає 18,1 тис. чол.
- 1934 - В Жатце діють 161 фірма з вирощування хмелю і хмелеторгова компанія, а також 53 заклади з упаковки хмелю
- 1997 - Урочисте відкриття Музею хмелю
- 2004 - Тисячоліття міста (з дати перших письмових згадок)

## Населення
| Рік  | Чисельність | Чисельність |
| ---- | ----------- | ----------- |
| 1869 | 8869        | [ 2 ]       |
| 1869 | 10 050      | [ 6 ]       |
| 1880 | 10 425      | [ 2 ]       |
| 1880 | 11 660      | [ 6 ]       |
| 1890 | 14 520      | [ 6 ]       |
| 1900 | 17 754      | [ 6 ]       |
| 1910 | 18 666      | [ 6 ]       |
| 1921 | 17 761      | [ 6 ]       |
| 1930 | 18 100      | [ 2 ]       |

| Рік  | Чисельність | Чисельність |
| ---- | ----------- | ----------- |
| 1930 | 19 757      | [ 6 ]       |
| 1950 | 13 174      | [ 2 ]       |
| 1950 | 14 088      | [ 6 ]       |
| 1961 | 15 661      | [ 6 ]       |
| 1961 | 14 779      | [ 2 ]       |
| 1970 | 16 525      | [ 6 ]       |
| 1970 | 15 803      | [ 2 ]       |
| 1980 | 19 145      | [ 6 ]       |
| 1980 | 21 244      | [ 2 ]       |

| Рік  | Чисельність | Чисельність |
| ---- | ----------- | ----------- |
| 1991 | 21 422      | [ 2 ]       |
| 1991 | 20 320      | [ 6 ]       |
| 2001 | 19 919      | [ 6 ]       |
| 2011 | 18 786      | [ 6 ]       |
| 2014 | 19 224      | [ 7 ]       |
| 2016 | 19 271      | [ 8 ]       |
| 2017 | 19 193      | [ 9 ]       |
| 2018 | 19 142      | [ 10 ]      |
| 2019 | 19 133      | [ 11 ]      |

| Рік  | Чисельність | Чисельність |
| ---- | ----------- | ----------- |
| 2020 | 19 047      | [ 12 ]      |
| 2021 | 18 823      | [ 13 ]      |
| 2021 | 18 467      | [ 14 ]      |
| 2022 | 18 570      | [ 15 ]      |
| 2023 | 19 044      | [ 16 ]      |
| 2024 | 19 046      | [ 17 ]      |
| 2025 | 18 959      | [ 4 ]       |

| Рік  | Чисельність | Чисельність |
| ---- | ----------- | ----------- |
| 1869 | 8869        | [ 2 ]       |
| 1869 | 10 050      | [ 6 ]       |
| 1880 | 10 425      | [ 2 ]       |
| 1880 | 11 660      | [ 6 ]       |
| 1890 | 14 520      | [ 6 ]       |
| 1900 | 17 754      | [ 6 ]       |
| 1910 | 18 666      | [ 6 ]       |
| 1921 | 17 761      | [ 6 ]       |
| 1930 | 18 100      | [ 2 ]       |

| Рік  | Чисельність | Чисельність |
| ---- | ----------- | ----------- |
| 1930 | 19 757      | [ 6 ]       |
| 1950 | 13 174      | [ 2 ]       |
| 1950 | 14 088      | [ 6 ]       |
| 1961 | 15 661      | [ 6 ]       |
| 1961 | 14 779      | [ 2 ]       |
| 1970 | 16 525      | [ 6 ]       |
| 1970 | 15 803      | [ 2 ]       |
| 1980 | 19 145      | [ 6 ]       |
| 1980 | 21 244      | [ 2 ]       |

| Рік  | Чисельність | Чисельність |
| ---- | ----------- | ----------- |
| 1991 | 21 422      | [ 2 ]       |
| 1991 | 20 320      | [ 6 ]       |
| 2001 | 19 919      | [ 6 ]       |
| 2011 | 18 786      | [ 6 ]       |
| 2014 | 19 224      | [ 7 ]       |
| 2016 | 19 271      | [ 8 ]       |
| 2017 | 19 193      | [ 9 ]       |
| 2018 | 19 142      | [ 10 ]      |
| 2019 | 19 133      | [ 11 ]      |

| Рік  | Чисельність | Чисельність |
| ---- | ----------- | ----------- |
| 2020 | 19 047      | [ 12 ]      |
| 2021 | 18 823      | [ 13 ]      |
| 2021 | 18 467      | [ 14 ]      |
| 2022 | 18 570      | [ 15 ]      |
| 2023 | 19 044      | [ 16 ]      |
| 2024 | 19 046      | [ 17 ]      |
| 2025 | 18 959      | [ 4 ]       |

|  |

## Пам'ятки
Історичний центр міста, який був у 1961 році проголошений міським заповідником, становить собою набір історичних будівель і архітектурних стилів від романського стилю до модерну.
Гуситський бастіон - єдиний бастіон міського зміцнення, який зберігся з часів середньовіччя  Сьогодні тут знаходиться Музей «Гомолупулов», нібито стародавнього народу хмелярів.
Ренесансна солодовня - споруда, яка є символом жатецького пивоваріння. Вона була солодовнею із сушаркою солоду.
Капуцинський монастир із церквою Коронації Діви Марії - Монастир знаходиться майже в самому центрі міста. Його частинами є також «райський двір» і великий сад.
Інститут хмелярства - «Chmelařský institut s.r.o» був створений у 1952 р. В інституті фахівці займаються вивченням хмелю і його генетики, проводять дослідження щодо захисту рослин від шкідників. Це єдиний виробник нових сортів хмелю в Чехії. Тут є також хмільник, який використовується з науковою метою, і експериментальний пивоварний завод, який є водночас найменшим пивзаводом у світі.
Міська ратуша і вежа - ратуша була побудована в половині 14 століття. Головна вежа будівлі служить оглядовим майданчиком, з якого відкривається вид на місто. Якщо відвідувачеві вдається з галереї побачити замок Газмбурк, що знаходиться в сусідній Німеччині, то за легендою виповниться одне з його таємних бажань.
Колона Святої Трійці - була споруджена в 1713 році як релігійний символ, який повинен був захищати місто від епідемій чуми.
Могила першого любителя пива - 1 квітня 2001 року в Жатце була нібито виявлена могила першого любителя пива у світі. Поруч зі скелетом лежав глиняний посуд з ємністю 0,49 л і глиняна дощечка із сімома подряпинами, яка вважається найстарішим трактирним рахунком за пиво. Могила свідчить про існування стародавньої культури Гомолупулів. Похований отримав ім'я Лойза Лупулин і символ з дощечки став логотипом громадського об'єднання «Храм Хмеля і Пива», що прагне рекламувати жатецький пивоварний регіон.
Жатецький пивоварний завод - Пивоварний завод знаходиться прямо в центрі міста - там, де колись розташовувався Жатецький замок.
Єврейська синагога - друга найбільша синагога в Чехії, вона була побудована в 1846 р. Під час Другої світової війни будівлю спалили нацисти. Після війни будівля була відновлена, проте своїй первісній меті вже не служить.
Найменший хмільник в світі - є світовим раритетом саме тому, що він розташований в самому центрі міста на головній площі поруч з міською ратушею.
Стара пошта - історична будівля, в якому вже з середньовіччя жили сім'ї міських дворян. З 1872 р. тут знаходилася будівля пошти. Так як в ті часи ще не було машин і пошту возили у візках, тягнених кіньми, в будівлі знаходилася також станція, де міняли втомлених коней на свіжих.
Площа Хмелярів - тут знаходиться будівля цеху маркування та переробки хмелю, будівля старої пошти і пам'ятник із зображенням відомих хмелярів Теодора Цулегера, Йозефа Фішера і Др. Ганса Дамма. У 1937 році тут був знайдений найбільший чеський срібний скарб, що відноситься до 11 століття.
Гімназія - пам'ятник архітектури в стилі модерн. Будівля була побудована за планом архітектора Ернеста Шефера. У комісії, вибирала архітектурний проект, засідав також Йозеф Зітек, автор Національного театру в Празі.  [Архівовано 10 травня 2012 у Wayback Machine.]

## Музеї
Музей хмелю міста Жатець представляє експозицію хмелярства від раннього середньовіччя до теперішнього часу, включаючи інструменти, засоби механізації та історичні прилади. Тут пояснюється, чому урожай кращого в світі хмелю збирається саме в жатецькому регіоні і чому вже в середньовіччі доводилося захищатися від неякісних підробок. Експозиція займає площу 4 км, і тому вважається найбільшою виставкою свого роду в світі.
«Храм хмелю і пива». Це розважальний і просвітницький комплекс, який пропагує історію і традицію хмелярства в жатецькому регіоні. Він складається з наступних частин:
Хмелевий маяк - служить за оглядову вежу. Нагору доставляє відвідувачів ліфт, під час руху якого показують 3D анімацію.
Лабіринт - знаходиться в будівлі старого складу хмелю поруч із Хмельовим маяком. В кінці лабіринту захований скарб жатецького регіону.
Хмелеві куранти - єдині куранти свого роду в світі, які цікаві своїм нетрадиційним виконанням.
Міні-пивоварний завод «U Orloje» - це ресторан, де пиво варять на очах у відвідувачів.

## Міста-побратими
- Новочебоксарськ, Росія
- Тум, Німеччина